# Gayer von Ehrenberg

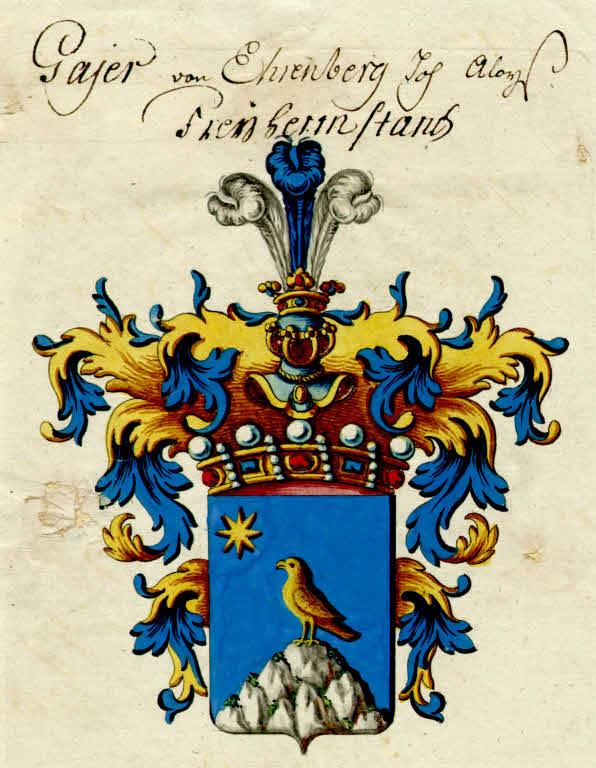
Freiherrenwappen der Gayer von Ehrenberg (1818)

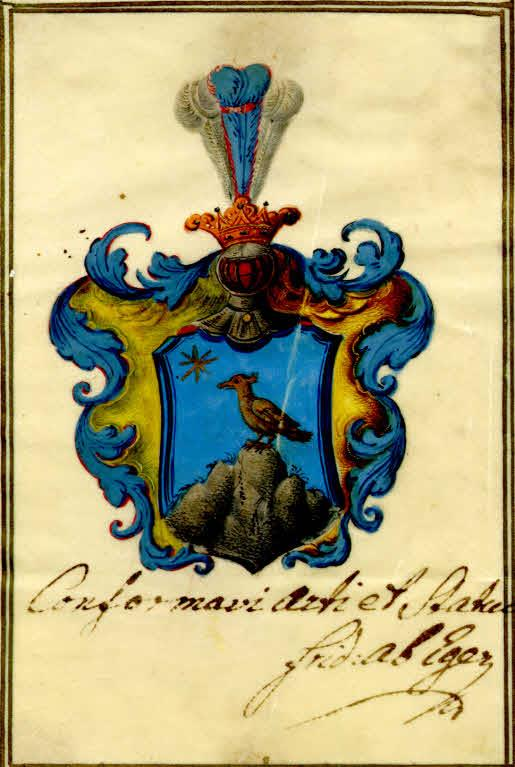
Wappen der Gayer von Ehrenberg (1764)

Gayer von Ehrenberg (auch nur Ehrenberg, Gajer von Ehrenberg, gegenwärtig Gayer-Ehrenberg, tschechisch Gayer z Ehrenbergů) ist der Name eines böhmisch-österreichischen briefadeligen Geschlechts, das 1818 in den erblichen österreichischen Freiherrenstand erhoben wurde. Die Familie besteht gegenwärtig fort.

## Geschichte
Wegen seiner Verdienste als Praktischer Arzt und im Siebenjährigen Krieg bei der Behandlung von verwundeten Soldaten, adelte Kaiserin Maria Theresia in ihrer Eigenschaft als Königin von Böhmen am 14. August 1764 den Bürger von Prag und Apotheker in der Prager Altstadt Anton Franz Gayer mit dem Prädikat „von Ehrenberg“ und verlieh ihm ein Wappen. Dessen Sohn Johann Aloys Gayer von Ehrenberg promovierte nach einem Studium der Rechtswissenschaften 1764 zum Doktor der Rechte. 1765 ernannte ihn Maria Theresia zum Doktorat bei der königlichen Appellationsgerichtskammer. Zuletzt wirkte er als Hofrat der obersten Justizstelle. 1808 erhielt er das Ritterkreuz des königlich-ungarischen Sankt-Stephans-Ordens sowie am 1. Mai 1818 von Kaiser Franz I. den erblichen österreichischen Freiherrenstand. Seine Enkelin Eleonore Freiin Gayer von Ehrenberg studierte von 1852 bis 1854 am Prager Konservatorium. Anschließend war sie Opernsängerin am Stadttheater Leipzig und über viele Jahre Sopranistin am Prager Nationaltheater, dessen Ehrenmitglied sie seit 1909 war. 1868 sang sie die bei der Uraufführung der Oper Die verkaufte Braut von Bedřich Smetana die Hauptrolle. Nach dem österreichischen Adelsaufhebungsgesetz verlor die Familie ihre Adelsprivilegien und nannte sich in Österreich fortan Gayer-Ehrenberg. Die Familie besteht gegenwärtig in Österreich fort.

## Wappen
- Blasonierung des Stammwappens (1764): In Blau auf grauem, schroffem Felsen ein goldener Geier stehend, oben rechts ein achtstrahliger Stern. Auf dem gekrönten Helm mit blau-goldenen Helmdecken zwei silberne und in der Mitte eine blaue Straußenfeder.
- Blasonierung des Freiherrenwappens (1818): In Blau auf grauem, schroffem Felsen ein goldener Geier stehend, oben rechts ein achtstrahliger Stern. Über dem Schild eine Freiherrnkrone. Darüber auf dem gekrönten Helm mit blau-goldenen Helmdecken zwei silberne und in der Mitte eine blaue Straußenfeder.

## Genealogie
1. Anton Franz Gayer, seit 1764 von Ehrenberg (* 1699)[5], Bürger und Apotheker in Prag, heiratete NN
  1. Johann Aloys, seit 1818 Freiherr Gayer von Ehrenberg (1737–1818),[6] k. k. Hofrat der königlich-böhmischen Hofkanzlei, Beisitzer der k. k. Justitzgesetzgebungs-Hofkommission, Pächter der Herrschaft Brotiwin, heiratete Eleonara von Werthenfeld († 1801)[7]
    1. Maria Freiin Gayer von Ehrenberg, heiratete Johann Nepomuk Peithner von Lichtenfels
    2. Johann Freiherr Gayer von Ehrenberg († 1833), k. k. Hofrat am königlich-böhmischen Appellations- und Kriminalobergericht, Pächter der Herrschaft Brotiwin, heiratete 1. ) NN, heiratete 2.) NN
      1. Wilhelm Freiherr Gayer von Ehrenberg (* 1803), Ökonomiebeamter und Wirtschaftsverwalter des Fürsten Colloredo-Mannsfeld, auf der Domäne in Tabor und in Althütten, heiratete 1.) Maria Kutschera († 1838), heiratete 2.) Johanna Popper
        1. Johanna Freiin Gayer von Ehrenberg (* 1833)
        2. Johann Freiherr Gayer von Ehrenberg (* 1837), k. k. Finanzwachkommissar in Prag, heiratete 1873 Maria Titz (* 1850)
        3. Wilhelmine Freiin Gayer von Ehrenberg (* 1847), heiratete NN Zabransky in Moskau
        4. Emilie Freiin Gayer von Ehrenberg, heiratete NN Swoboda in Althütten
        5. Benjamin Freiherr Gayer von Ehrenberg (* 1849), Berg- und Hüttenbeamter in Siebenbürgen, heiratete 1874 Maria Apostol

      2. Johann Freiherr Gayer von Ehrenberg (* 1831), k. k. Bezirksbeamter in Bochin, k. k. Kreisgerichtskanzlist in Budweis, heiratete 1871 Caroline Konrad (* 1842)

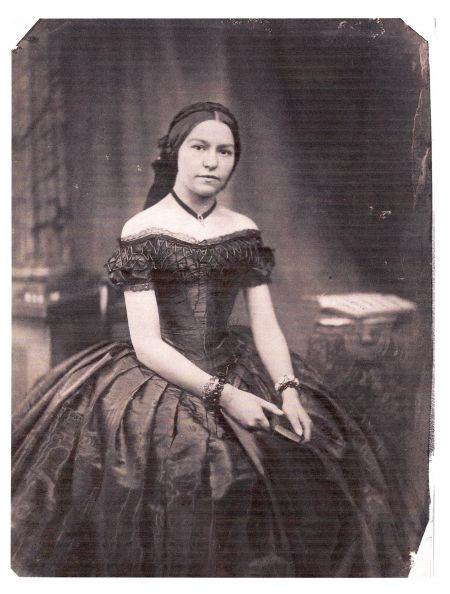
Eleonora Ehrenberg

      3. Eleonora EhrenbergEleonore Freiin Gayer von Ehrenberg (1832–1912), Opernsängerin am Stadttheater in Leipzig, Sopranistin am böhmischen Nationaltheater in Prag

    3. Lisette Freiin Gayer von Ehrenberg (* 1778)
    4. Elisabeth Freiin Gayer von Ehrenberg († 1802), starb ledig mit 21 Jahren
    5. Carl Freiherr Gayer von Ehrenberg (1782–1847), Administrator der Herrschaft Bzi, heiratete 1811 Elisabeth Holik (1785–1847)
      1. Adolf Freiherr Gayer von Ehrenberg (1811–1866), Ökonom in Prag, Wirtschaftsdirigent des Fürsten Lobkowitz in Neudorf, heiratete 1850 Ottilie Schmidt (* 1832)
        1. Carl Freiherr Gayer von Ehrenberg (* 1851), k. k. Oberleutnant und Förster in Galizien
        2. Adolf Freiherr Gayer von Ehrenberg (* 1853), k. k. Rittmeister im Ulanen-Regiment Nr. 1
        3. Eduard Freiherr Gayer von Ehrenberg (* 1855)
        4. August Freiherr Gayer von Ehrenberg (* 1858), Forstadjunkt des Fürsten Colloredo-Mannsfeld in Opocno
        5. Ottilie Freiin Gayer von Ehrenberg (* 1860)
        6. Malvina Freiin Gayer von Ehrenberg (* 1863)

      2. Eduard Freiherr Gayer von Ehrenberg (* 1815), erster k. k. Kreiskommissar in Tabor, k. k. Statthaltereirat a. D. in Prag

    6. Barbara Freiin Gayer von Ehrenberg (* 1784), heiratete NN Stadler, k. k. Hofsekretär
    7. Magdalena Freiin Gayer von Ehrenberg (* 1788), heiratete Karl Ritter von Harasowsky, k. k. Landrechtspräsident und Landeshauptmann